# Бауи, Набиль
Набиль Бауи (швед. Nabil Bahoui; 5 февраля 1991, Стокгольм, Швеция) — шведский футболист, нападающий стокгольмского клуба АИК.

## Карьера
Воспитанник шведского клуба Mälarhöjdens IK. Свою профессиональную карьеру начал в клубе «Броммапойкарна», за который отыграл четыре года, сыграл 46 матчей, забил 14 голов.
С 2013 года стал игроком АИКа, соглашение было рассчитано до 2016 года. Свой первый гол за новую команду забил в ворота «Эльфсборга» в чемпионате Швеции. 24 июня 2013 года состоялась игра против бывшего клуба игрока — «Броммапойкарна», он отыграл 76 минут, отличится не сумел, однако матч закончился с разгромным счётом 4:0 в пользу АИКа. 19 августа 2013 года оформил дубль в матче против «Отвидаберга». В Кубке Швеции 22 августа 2013 года против «Сэндвикенса», также забил два гола, что не помогло выиграть в матче, игра закончилась со счётом 3:2.